# Kaapsduin (West-Terschelling)
Kaapsduin is een duin op Terschelling met als hoogste punt 31,4 meter. Kaapsduin ligt aan de westzijde van het dorp West-Terschelling en is een van de duinen in het Natura 2000-gebied Duinen Terschelling.
Op Kaapsduin staat een voormalig seinhuisje dat na de Tweede Wereldoorlog door de marine werd gebruikt als peilstation. Het huisje is gebouwd op de fundering bestaande uit een betonnen grondplaat waarop in de oorlog een zoeklicht stond. Het is eigendom van Staatsbosbeheer.  Vroeger stonden op dit duin twee houten kapen voor de scheepvaart. Er is een pad naar een uitzichtpunt. Het duin ligt aan de noordzijde van het Seinpaalduin.

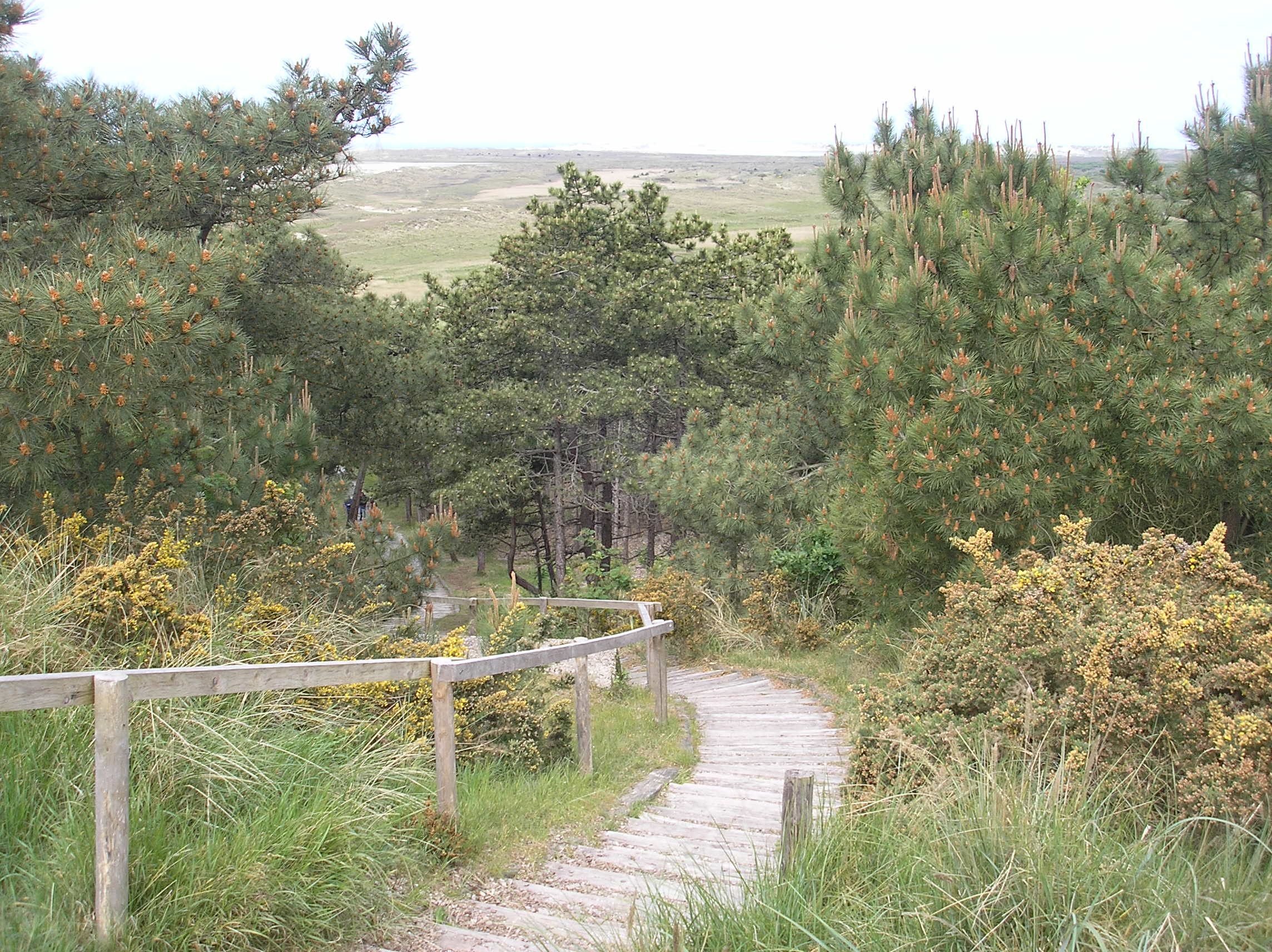
Uitzicht vanaf Kaapsduin
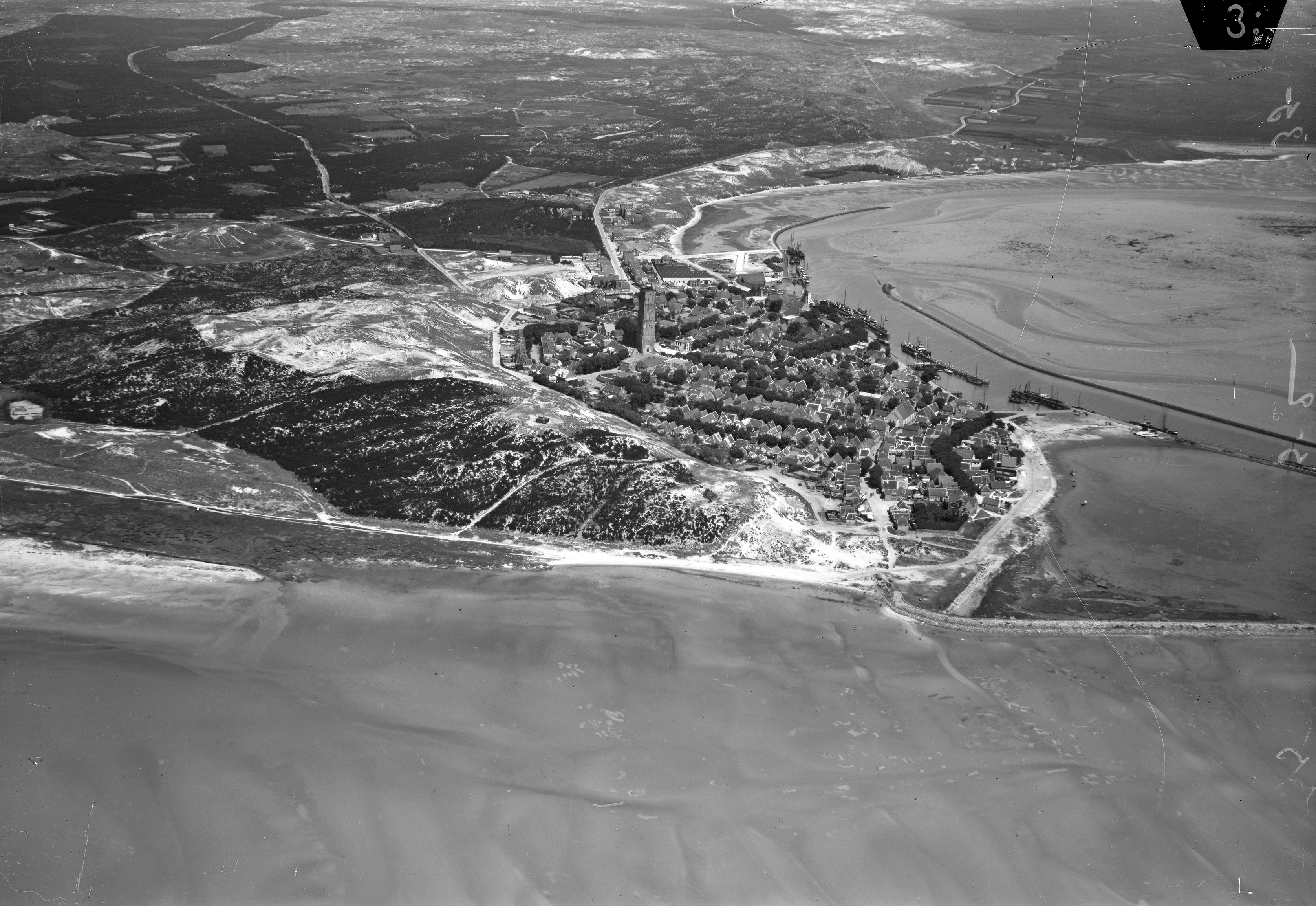
Luchtfoto (1920-1940) van Kaapsduin (met een kaap) en Seinpaalduin aan de westzijde van het dorp West-Terschelling.